# Choroba Kennedy’ego
Choroba Kennedy’ego (opuszkowo-rdzeniowy zanik mięśni, ang. Kennedy's disease, X-linked spinal and bulbar muscular atrophy, SBMA, SMAX1) – choroba genetyczna objawiająca się przewlekłym osłabieniem, zanikami mięśni, fascykulacjami, ścieńczeniem skóry i hiporefleksją. Przyczyną schorzenia jest ekspansja powtórzeń trinukleotydowych CAG w eksonie 1 genu kodującego receptor androgenowy. Mutacje w tym genie (ale nie o charakterze wzrostu ilości trójek nukleotydów) mogą powodować zespół niewrażliwości na androgeny, jest to więc schorzenie alleliczne.